# Мельники (Білогірський район)
Ме́льники (до 1945 року — Шавка́л, крим. Şavqal) — село в Україні, у Білогірському районі Автономної Республіки Крим. Підпорядковане Зибинській сільській раді.